# Щёлок, Михаил Васильевич
Михаил Васильевич Щёлок (16 января 1937, село Рожки 1 (Рожки 2), Волковысский повят, Белостокское воеводство, Польша — 31 марта 2008, село Теренсай, Айтекебийский район, Актюбинская область, Казахстан) — бригадир совхоза «Северный» Комсомольского района Актюбинской области, Казахская ССР. Герой Социалистического Труда (1967).

## Биография
Родился в 1937 году в крестьянской семье в селе Рожки 1 (по другим сведениям — Рожки 2) Волковысского повята Белостокского воеводства, Польша (сегодня — Свислочский сельсовет Свислочского района Гродненской области, Белоруссия). В годы Великой Отечественной войны пережил немецкую оккупацию. В послевоенные годы окончил семь классов средней школы в селе Дворчаны. Трудовую деятельность начал на стройках Ленинграда, где окончил школу фабрично-заводского обучения (ФЗО), после которой трудился рабочим в строительно-монтажном управлении № 81.
С 1955 года обучался в Павловском училище механизации сельского хозяйства, которое окончил по специальности «тракторист-машинист». В 1956 году по комсомольской путёвке поехал в Актюбинскую область для освоения целины. Трудился трактористом, комбайнёром, помощником бригадира тракторной бригады в совхозе «Северный» Комсомольского района. С 1963 года — бригадир в этом же совхозе.
В 1964 году бригада под его руководством собрала 54176,9 центнера зерновых с площади 4404 гектаров. Средняя урожайность с каждого гектара составила 12,3 центнера вместо запланированных восьми центнеров. В последующие годы бригада продолжала показывать высокие трудовые результаты: в 1966 году было собрано 68975 центнеров зерновых с каждого гектара с площади 4450 гектаров, средняя урожайность зерновых составила 15,5 центнеров с каждого гектара вместо запланированных 6,9 гектаров. Указом Президиума Верховного Совета СССР от 19 апреля 1967 года удостоен звания Героя Социалистического Труда за «достигнутые успехи в увеличении производства и заготовок зерна в 1966 году» с вручением ордена Ленина и золотой медали «Серп и Молот» (№ 14918).
Неоднократно участвовал во Всесоюзной выставке ВДНХ. В 1965 году избирался депутатом Теренсайского сельсовета. Был наставником молодых трактористов.
После выхода на пенсию проживал в селе Северное (сегодня — Теренсай) Айтекебийского района. Умер в марте 2008 года.
Награды
- Герой Социалистического Труда
- Орден Ленина
- Медаль «За трудовое отличие» (19.02.1981)
- Бронзовая медаль ВДНХ